# Short track ai VI Giochi asiatici invernali - 1500 metri femminili
La specialità dei 1500 metri femminili di short track dei VI Giochi asiatici invernali si è svolta il 29 gennaio 2007 al  Changchun Wuhuan Gymnasium di Changchun, in Cina.

## Risultati
Legenda
- DNS — Non partito
- DSQ — Squalificato

### Batterie

#### Gruppo 1
| Class | Atleta                 | Tempo    | Note |
| ----- | ---------------------- | -------- | ---- |
| 1     | Wang Meng (CHN)        | 3:05.380 | Q    |
| 2     | Jin Sun-yu (KOR)       | 3:05.680 | Q    |
| 3     | Yuko Koya (JPN)        | 3:06.490 | Q    |
| 4     | Darya Volokitina (KAZ) | 3:09.280 |      |
| 5     | Yang Szu-han (TPE)     | 3:11.520 |      |

#### Gruppo 2
| Class | Atleta              | Tempo    | Note |
| ----- | ------------------- | -------- | ---- |
| 1     | Byun Chun-sa (KOR)  | 2:54.816 | Q    |
| 2     | Cheng Xiaolei (CHN) | 2:54.932 | Q    |
| 3     | Ayuko Ito (JPN)     | 2:56.608 | Q    |
| 4     | Ri Hyang-mi (PRK)   | 3:14.760 |      |

#### Gruppo 3
| Class | Atleta                 | Tempo    | Note |
| ----- | ---------------------- | -------- | ---- |
| 1     | Jung Eun-ju (KOR)      | 2:39.619 | Q    |
| 2     | Zhou Yang (CHN)        | 2:39.709 | Q    |
| 3     | Kang Kyong-hwa (PRK)   | 2:40.139 | Q    |
| 4     | Huang Yu-ting (TPE)    | 2:45.566 |      |
| 5     | Yelena Skachkova (KAZ) | 2:46.772 |      |

#### Gruppo 4
| Class | Atleta              | Tempo    | Note |
| ----- | ------------------- | -------- | ---- |
| 1     | Yuka Kamino (JPN)   | 2:45.768 | Q    |
| 2     | Yun Jong-suk (PRK)  | 2:46.643 | Q    |
| 3     | Han Yueshuang (HKG) | 2:46.951 | Q    |
| 4     | Inna Simonova (KAZ) | 2:47.400 |      |
| 5     | Kuo Chia-pei (TPE)  | 2:50.323 |      |

### Semifinali

#### Gruppo 1
| Class | Atleta              | Tempo    | Note |
| ----- | ------------------- | -------- | ---- |
| 1     | Wang Meng (CHN)     | 2:34.709 | QA   |
| 2     | Jung Eun-ju (KOR)   | 2:34.788 | QA   |
| 3     | Jin Sun-yu (KOR)    | 2:34.878 | QA   |
| 4     | Yuko Koya (JPN)     | 2:35.335 | QB   |
| 5     | Han Yueshuang (HKG) | 2:37.318 | QB   |
| 6     | Yun Jong-suk (PRK)  | 2:37.445 | QB   |

#### Gruppo 2
| Class | Atleta               | Tempo    | Note |
| ----- | -------------------- | -------- | ---- |
| 1     | Zhou Yang (CHN)      | 2:30.251 | QA   |
| 2     | Byun Chun-sa (KOR)   | 2:30.370 | QA   |
| 3     | Cheng Xiaolei (CHN)  | 2:30.526 | QA   |
| 4     | Yuka Kamino (JPN)    | 2:30.765 | QB   |
| 5     | Kang Kyong-hwa (PRK) | 2:31.839 | QB   |
| 6     | Ayuko Ito (JPN)      | 2:38.639 | QB   |

### Finali

#### Finale B
| Class | Atleta               | Tempo    |
| ----- | -------------------- | -------- |
| 1     | Yuko Koya (JPN)      | 3:01.918 |
| 2     | Han Yueshuang (HKG)  | 3:03.570 |
| 3     | Yuka Kamino (JPN)    | 3:13.246 |
| —     | Ayuko Ito (JPN)      | DSQ      |
| —     | Yun Jong-suk (PRK)   | DNS      |
| —     | Kang Kyong-hwa (PRK) | DNS      |

#### Finale A
| Class   | Atleta              | Tempo    |
| ------- | ------------------- | -------- |
| Oro     | Jung Eun-ju (KOR)   | 2:24.089 |
| Argento | Jin Sun-yu (KOR)    | 2:24.124 |
| Bronzo  | Wang Meng (CHN)     | 2:24.408 |
| 4       | Cheng Xiaolei (CHN) | 2:32.230 |
| 5       | Zhou Yang (CHN)     | 2:58.264 |
| —       | Byun Chun-sa (KOR)  | DSQ      |